# Hesperis cinerea
Hesperis cinerea là một loài thực vật có hoa trong họ Cải. Loài này được Poir. mô tả khoa học đầu tiên năm 1813.